# Botho Henning Elster
 (août 2007).
Si vous disposez d'ouvrages ou d'articles de référence ou si vous connaissez des sites web de qualité traitant du thème abordé ici, merci de compléter l'article en donnant les références utiles à sa vérifiabilité et en les liant à la section « Notes et références ».
Botho Henning Elster, né le 17 mai 1894 à Berlin-Steglitz et décédé le 24 juin 1952 à Böblingen dans le land de Bade-Wurtemberg, en  Allemagne de l'Ouest, est un général allemand d’origine prussienne de la Seconde Guerre mondiale. Il est surtout connu en France pour avoir mené le repli des troupes allemandes d'Aquitaine en septembre 1944 — la colonne Elster — et négocié sa reddition.

## Biographie
Botho Elster est le fils de l'ancien officier ducal brunswickois, par la suite journaliste et écrivain, Otto Elster (de) (1852-1922) et de son épouse Louise (1861-1954). Il grandit d'abord à Berlin et à Nachod en Bohême, où son père travaille temporairement comme archiviste au service du prince de Schaumbourg-Lippe, et étudie ensuite dans les lycées de Glatz et de Lunebourg.
Comme les finances de ses parents ne lui permettent pas de faire des études, Botho Elster s'engage immédiatement après son baccalauréat, en février 1913, dans le 79e régiment d'infanterie (de) à Hanovre en tant que porte-drapeau. En août 1913, il est affecté à l'école de guerre de Glogau, où il est promu enseigne le 13 octobre 1913. En mai 1914, il retourne à son régiment et est promu lieutenant peu après, en juin. 

### Première Guerre mondiale
Après le début de la Première Guerre mondiale, il participe aux combats sur le front de l'Ouest l avec le 77e régiment d'infanterie de réserve, d'abord comme officier dans une compagnie de mitrailleuses puis comme chef d'une compagnie d'infanterie. Le 12 septembre 1914, il est blessé au bas de la jambe par un éclat d'obus lors d'une bataille près de Champigny, à côté de Reims. Après un séjour à l'hôpital et une convalescence, il est d'abord transféré au 259e régiment d'infanterie de réserve le 23 novembre 1914. Dans la suite de la guerre, il participa à la bataille d'hiver en Mazurie à partir du 4 février 1915. En mai 1915, il est nommé adjudant régimentaire (Regimentsadjutanten). Il resta sur le front de l'Est jusqu'au début d'avril 1917.
Elster retourne alors sur le front de l'Ouest, participe à la seconde bataille de l'Aisne et est ensuite grièvement blessé à la tête par des éclats d'obus lors des combats défensifs autour de Verdun le 12 octobre de la même année. Le 18 octobre 1917, il est promu Oberleutnant. En raison de ses blessures, Elster n'est plus apte à servir au front, mais il est affecté à une  formation de l'état-major. En juillet 1918, il est d'abord nommé adjudant à la 78e brigade d'infanterie de réserve et le 16 août 1918, il est affecté à la 213e division d'infanterie en tant qu'adjudant de brigade. Après l'armistice et la démobilisation, Elster rejoint une unité de maintien de la paix, le 79e régiment d'infanterie, au début de 1919. Il tente d'être accepté dans la police prussienne et il est retiré du service militaire actif le 30 juin 1920, à sa demande, avec le grade de capitaine.

### Entre-deux-guerres
Botho Elster est capitaine de 1920 à 1924 dans la police de Hanovre avant d'être transféré à Altona en 1924 puis à Hildesheim en 1925. En 1926, il est finalement muté à Wesermünde, où il exerce comme policier jusqu'en 1932. Entre-temps, ses demandes de transfert à Berlin et de détachement en tant que formateur auprès de la police chilienne n'aboutissent pas. Après avoir terminé un cours à l'École supérieure de police d'Eiche, il est promu major de police en mars 1932 et envoyé à la Société des Nations à Genève en tant qu'expert de police.
Elster revient en Allemagne après l'arrivée au pouvoir des nationaux-socialistes en 1933. Il est d'abord affecté à l'école de police technique de Berlin, puis est détaché au ministère de l'Intérieur en tant que chef du département "Forces de police étrangères" (c'est-à-dire non prussiennes). En mars 1935, il épouse Gisela Riehl, la fille d'un juge de 13 ans sa cadette et qu'il avait rencontrée lors d'un bal de carnaval. Quelques mois plus tard, la police d'État est reprise par la Wehrmacht et Elster redevient officier de la Heer, l'armée de terre allemande.
À l'automne 1935, Botho Elster est nommé commandant du 3e bataillon antichar à Francfort-sur-l'Oder et, un an plus tard, il est promu lieutenant-colonel. En 1938, il participe à l'occupation des Sudètes avec son unité avant d'être nommé commandant du 8e régiment Panzer  dans le cadre de l'accroissement annuel de l'armée et transféré à la caserne de chars (en) de Böblingen, où nait son fils Welf-Botho. Peu avant le début de la guerre, en août 1939, Elster est promu colonel.

### Seconde Guerre mondiale
Avec le 8e régiment de Panzer, au sein de la 10e division Panzer, Elster participe à la campagne de Pologne en septembre 1939 en tant que réserve du groupe d'armées Nord, où le général commandant le XIXe corps d'armée, le général des troupes blindées Heinz Guderian, lui a rendu hommage pour sa contribution à la prise de la forteresse de Brest-Litovsk. 
Il commande également son régiment lors de la campagne à l'Ouest au printemps 1940. Cependant, lorsqu'il est devenu évident au printemps 1941 que le 8e régiment Panzer devait être transféré en Libye pour intégrer l'Afrika Korps nouvellement formé, Elster demande à être relevé de ses fonctions en raison d'une maladie dentaire causée par sa blessure lors de la Première Guerre mondiale et est déclaré inapte au service tropical. Il reçoit alors le commandement de la 101e brigade blindée (en), constituée de chars français capturés, puis de la 100e brigade blindée. Promu Generalmajor en mars 1943, il sert pendant près d'un an comme Feldkommandant à Marseille, où il participe à l'automne au désarmement des troupes italiennes (opération Achse). De là, Elster est muté en avril 1944 à Mont-de-Marsan en Aquitaine, toujours comme Feldkommandant. 

#### Repli et reddition de la colonne Elster
Après l'avance rapide des Alliés sur le front de l'Ouest en août 1944 (percée d'Avranches à l'ouest et débarquement de Provence et rapide avancée des troupes franco-américaines), Hitler donne l'ordre de repli aux troupes d'occupation allemandes du sud-ouest de la France. Fin août, les troupes allemandes stationnées en Aquitaine durent entamer leur retraite, pour la plupart à pied, à travers la France.
En septembre 1944, le général Elster est nommé chef du groupe Sud lors de la retraite des unités allemandes. Elster formait alors l'arrière-garde
composée d'environ 25 000 hommes en provenance du sud aquitain. Il refuse l'ordre de la terre brulée et de détruire inutilement des bâtiments et des centrales électriques lors de son départ. Il ordonne aussi impérativement aux différentes unités qu'il commande de ne pas s’en prendre à la population civile française. Ses unités sont à peine en état de combattre, mais constamment exposée aux attaques des chasseurs-bombardiers américains et des membres de la Résistance française. Après deux semaines de marche difficile, le contact avec le reste des troupes allemandes est rompu dans le centre de la France ; de plus, il était à craindre qu'une traversée de la Loire ne soit plus possible avant l'arrivée des Américains. Afin d'éviter une nouvelle effusion de sang, Elster décide donc de faire capituler ses troupes, qui se trouvent alors dans la région entre Issoudun et Châteauroux.
Alors qu'il est à Poitiers, il prend contact et commence à négocier avec la  résistance de la région par l'intermédiaire de laquelle il prend contact avec les Américains et négocie les conditions de sa reddition. Le jour même de son arrivée à Poitiers, le général Elster reçoit une plainte officielle de Louis Bourgain, préfet de région du gouvernement vichyste, pour les massacres de civils de Gençay et de Bondilly sur la commune de Saint-Cyr. Les autorités et la presse de la collaboration cherchent par ce geste à rallier la population poitevine en la rassurant dans ses derniers rapports avec l’autorité d'occupation.
Comme Elster se méfie beaucoup de la Résistance, il est autorisé à garder son armement jusqu'à la reddition finale. Il se rend finalement le 14 septembre 1944 à Beaugency sur le vieux pont de la Loire avec les honneurs militaires pour ses troupes.

### Après guerre
Après un bref séjour en Angleterre, Botho Elster est envoyé en octobre 1944 aux États-Unis, au camp Clinton, un camp de prisonniers de guerre dans le Mississippi. Là, il est d'abord exposé à l'hostilité d'officiers d'obédience nationale-socialiste en raison de sa reddition, mais après quelques semaines, un "conseil d'honneur" spécialement mis en place et présidé par le général d'infanterie Erwin Vierow l'acquitte de tout comportement déshonorant. En avril 1945, Elster est transféré au camp de Dermott dans l'Arkansas. De là, il revint en Europe en mars 1946, mais ne fut définitivement libéré de sa captivité qu'en février 1947, après d'autres séjours en Belgique et à Munster.
Elster passe les dernières années de sa vie dans son ancienne villa de commandant à Böblingen, où il s'efforce de se faire réhabiliter dans le cadre de la procédure de dénazification et de gagner sa vie en traduisant des classiques de la littérature mondiale. Il refuse la proposition qui lui est faite de participer à la mise en place de la nouvelle police fédérale des frontières. Il meurt  en 1952 à Böblingen, à l'âge de 58 ans, d'une crise cardiaque.